# Thomas J. Fitzpatrick (personnalité politique)
Pour l’article homonyme, voir Thomas J. Fitzpatrick.
 (mars 2019).
Thomas James Fitzpatrick (14 février 1918 - 2 octobre 2006) est une personnalité politique irlandaise du Fine Gael. Il est Ceann Comhairle (président) du Dáil Éireann (chambre basse du parlement) de 1982 à 1987, ministre des Pêches et des Forêts de 1981 à 1982 et du ministre des Transports et de l'Énergie de 1976 à 1977. et ministre des Terres de 1973 à 1976. Il est Teachta Dála (député) de 1965 à 1989. Il est sénateur du Panel de l'administration de 1961 à 1965.

### Sources
- oireachtas.ie